# 伊爾坎·卡拉曼
伊爾坎·卡拉曼（土耳其語：İlkan Karaman，1990年5月13日—2024年9月8日）為土耳其男子籃球運動員，出生於土耳其泰基尔达省吉爾吉斯柯伊。2009年以及2010年卡拉曼曾代表土耳其參加欧洲U20篮球锦标赛。2012年6月28日，卡拉曼在2012年NBA选秀第二輪第57順位被布鲁克林篮网相中。2014年7月9日，卡拉曼的簽約權被交易至克里夫兰骑士。2020年11月18日，卡拉曼被克里夫蘭騎士交易至密尔沃基雄鹿，換取一支2025年二輪選秀籤。
2023年1月20日，卡拉曼加盟P. LEAGUE+福爾摩沙台新夢想家。2月5日，卡拉曼迎來PLG初登板，全場出賽34分鐘繳出17分、10籃板的表現。卡拉曼代表福爾摩沙台新夢想家出賽16場，場均可貢獻22.6分、13.1籃板、3.1助攻、1.6抄截、1.0阻攻。10月27日，卡拉曼加盟恰伊羅瓦。
2024年9月8日，卡拉曼前往土耳其穆拉省達特恰潛水，站在路邊人行道上等待朋友加油時，被酒駕車輛撞上卡在車底下當場死亡。

## 外部連結
- 伊爾坎·卡拉曼在fiba.basketball（英语）
- 伊爾坎·卡拉曼在archive.fiba.com（archived）（英语）
- 伊爾坎·卡拉曼在歐洲籃球聯賽（英语）
- 伊爾坎·卡拉曼在土耳其籃球超級聯賽（英语）
- 伊爾坎·卡拉曼在P. LEAGUE+
- 伊爾坎·卡拉曼在Basketball-Reference.com（NBA）（英语）
- 伊爾坎·卡拉曼在Basketball-Reference.com（國際）（英语）
- 伊爾坎·卡拉曼在Eurobasket.com（球員）（英语）
- 伊爾坎·卡拉曼在RealGM（英语）
- 伊爾坎·卡拉曼在Proballers（英语）